# ناو کلاس ویرجینیا
کروزر کلاس ویرجینیا (به انگلیسی: Virginia-class cruiser) یک کلاس از کشتی است که طول آن Overall Length: 586 ft (179 m) می‌باشد.